# Gary Peacock
Gary Peacock (Burley, 12 maggio 1935 – New York, 4 settembre 2020) è stato un contrabbassista jazz statunitense.

## Biografia
Allievo del contrabbassista David Izenzon, dopo il servizio militare in Germania iniziò a suonare con Barney Kessel, Bud Shank, Paul Bley e Art Pepper. Fu membro di varie formazioni tra cui il Bill Evans trio (con Paul Motian alla batteria) e l'Albert Ayler Trio (con Sunny Murray alla batteria). Per un breve periodo suonò con Miles Davis, sostituendo Ron Carter in alcuni live.
Negli anni sessanta Peacock si trasferì in Giappone e abbandonò temporaneamente la musica per studiare la filosofia zen. Tornato negli Stati Uniti studiò prima biologia e poi teoria musicale alla Cornish College of the Arts.
Dal 1983 fece parte dello Standards Trio di Keith Jarrett con Jack DeJohnette alla batteria. Il trio, considerato una delle più importanti formazioni di questo tipo nella storia del jazz, suonò in molti concerti in tutto il mondo.
Fu sposato con la musicista Annette Peacock.

## Discografia scelta
Come leader
- Tales of Another (ECM, 1977) con Keith Jarrett, Jack DeJohnette
- Paul Bley with Gary Peacock (ECM, 1963) con Paul Motian, Billy Elgart
- December Poems (ECM; 1978) con Jan Garbarek
- Shift in the Wind (ECM; 1980) con Art Lande, Eliot Zigmund
- Voice from the Past/Paradigm (ECM, 1981) con Tomasz Stańko, Jan Garbarek, Jack DeJohnette
- Guamba (ECM, 1987) con Palle Mikkelborg, Jan Garbarek, Peter Erskine
- Oracle (ECM, 1993) con Ralph Towner
- Just so Happen (Postcards Records, 1994) con Bill Frisell
- Now This (ECM, 2015)
- Tangents (ECM, 2017) con Marc Copland e Joey Baron

Come sideman
con Albert Ayler
- Holy Ghost (Revenant)
- Spirits (Debut)
- Prophecy (ESP Disk)
- Spiritual Unity (ESP Disk)
- New York Eye and Ear Control (ESP Disk)
- Ghosts (Debut)
- Albert Ayler (Philology 88)